# (3521) Comrie
(3521) Comrie ist ein Asteroid des Hauptgürtels, der am 26. Juni 1982 von den neuseeländischen Astronomen Alan C. Gilmore und Pamela Margaret Kilmartin am Mt John University Observatory (IAU-Code 474) nahe dem Lake Tekapo auf der Südinsel von Neuseeland entdeckt wurde.
Der Asteroid wurde nach Leslie John Comrie (1893–1950) benannt, einem neuseeländischen Astronomen und Pionier auf dem Gebiet der Rechenmaschinen.